# 蓬泰内莱阿尔卑
蓬泰内莱阿尔卑（義大利語：Ponte nelle Alpi），是意大利威尼托大区贝卢诺省的一个市镇。总面积57.98平方公里，人口8499人，人口密度146.6人/平方公里（2009年）。国家统计（ISTAT）代码为025040。